# Throw It in the Bag
Throw It in the Bag (in italiano: Gettalo in borsa) è il primo singolo del rapper statunitense Fabolous estratto dal quinto album Loso's Way. La canzone, in collaborazione con il cantante R&B The-Dream, è stata scritta da John "Fabolous" Jackson e Terius "The-Dream" Nash, ed è stata prodotta sempre da The-Dream e anche da Christopher Stewart.
Questa non fu la prima volta che i due artisti collaborarono assieme. Infatti, Fabolous aveva già partecipato due anni prima al singolo Shawty Is a 10 di The-Dream.

## Descrizione
La canzone cominciò a circolare su internet a partire da marzo 2009 e inizialmente non fu concepita come primo singolo dell'album, ma dopo la sua diffusione sul web, Fabolous cambiò idea per i riscontri positivi che il brano ottenne dai fan su Twitter.
Il 12 maggio 2009 Throw It in the Bag venne ufficialmente pubblicata come singolo nel suo apposito formato, fu assai trasmessa per radio e debuttò a inizio luglio nella Billboard Hot 100 alla posizione n.84, raggiungendo tempo dopo la n.14.

## Remix
Il remix ufficiale è prodotto da D-Boyy Dissell per la iLab Recording e reca il featuring del rapper canadese Drake. Ha una nuova base e un nuovo ritornello (questo nuovo ritornello campiona in modo velocizzato il brano Fancy presente nel secondo album di The-Dream Love vs. Money) ed è stato pubblicato su iTunes il 18 agosto sotto formato digital 45, che include la versione originale del singolo sul lato B.

## Videoclip
Il videoclip è stato diretto da Erik White e pubblicato il 28 maggio 2009. Include i cameo di Christina Milian, Irv Gotti, DJ Clue e Ryan Leslie. Protagonista è la modella Claudia Jordan, la quale ruba in un grande magazzino infilando nella sua borsa gli oggetti cercando di non farsi notare. Fabolous è incredibilmente affascinato dallo stile del suo comportamento e scambia con lei anche qualche parola, quando l'FBI arriva ad arrestare la donna. Tempo dopo lei esce di prigione e ad attenderla di fuori c'è il rapper con una macchina nuova, che lui le ha comprato apposta. I due si abbracciano e se ne vanno in macchina. Christina Milian, Irv Gotti, DJ Clue e Ryan Leslie fanno dei cameo nel video.
Parlando del personaggio interpretato da Claudia, Fabolous dice:

## Classifica
Si tratta del singolo più di successo dell'album.
| Chart (2009)                            | Posizione massima |
| --------------------------------------- | ----------------- |
| Stati Uniti d'America Billboard Hot 100 | 14                |
| U.S.A. Billboard Hot R&B/Hip-Hop Songs  | 4                 |
| U.S.A. Billboard Hot Rap Tracks         | 2                 |
| U.S.A. Billboard Hot Digital Songs      | 29                |
| U.S.A. Billboard Rhythmic Top 40        | 17                |